# نوبوكو تاكاجي
نوبوكو تاكاجي (باليابانية: 高樹のぶ子) (9 أبريل 1946، هوفا في اليابان)؛ كاتِبة، أستاذة جامعية وروائية يابانية.

## الجوائز
- جائزة أكوتاغاوا

## روابط خارجية
- نوبوكو تاكاجي على موقع IMDb (الإنجليزية)